# King Edward VII Memorial Fountain

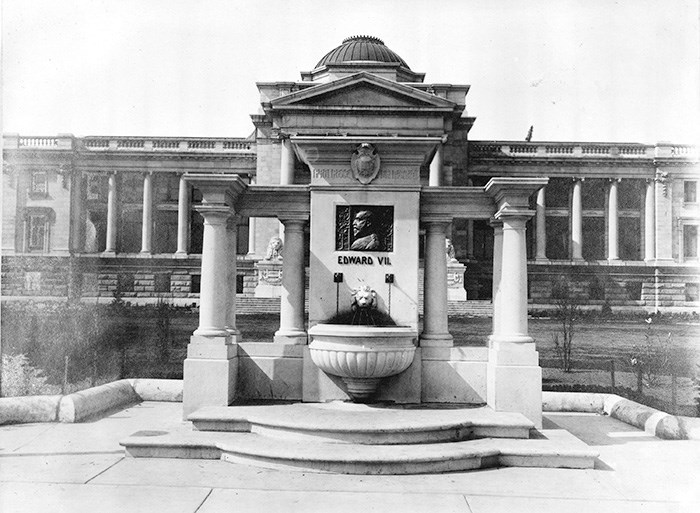
de fontein in 1912

De King Edward VII Memorial Fountain is een fontein in Vancouver, Brits-Columbia, Canada, naast de Vancouver Art Gallery.

## Geschiedenis
De fontein werd opgericht in 1912 ter herdenking van het overlijden van koning Edward VII. Leden van de Imperial Order of Daughters of the Empire gaven beeldhouwer Charles Marega opdracht om het monument te creëren. Het stond buiten het gerechtsgebouw, nu de Vancouver Art Gallery, op een prominente locatie tot 1966. In 1966 werd het opgeslagen om plaats te maken voor een nieuw monument, de B.C Centennial Fountain. De fontein zou worden verplaatst naar King Edward Street en Cambie Street, maar de Vancouver Park Board had niet het budget voor het schoonmaken, verplaatsen en installeren van de King Edward-fontein, waardoor het tot 1983 in opslag bleef. Het bevindt zich nu aan de westzijde van de Vancouver Art Gallery, met uitzicht op Hornby Street.